# Almighty
Alejandro Mosqueda Paz (Holguin, 20 de enero de 1995) conocido por su nombre artístico Almighty, es un cantante cubano. Nacido en Cuba, Almighty inició su trayectoria artística en Puerto Rico, lugar en donde se crío. Se especializa en trap latino, aunque también ha empleado otros estilos como el reguetón y la música urbana.
Sus sencillos notables «Vacío» y «Panda» junto a Farruko, también incluye un remix con Daddy Yankee, y Cosculluela. Ha colaborado con cantantes como Redimi2, Tempo, Bad Bunny, Farruko, Daddy Yankee, Cosculluela, Pusho, Ozuna, Kendo Kaponi, Bryant Myers, Anuel AA, Luar la L, Jon Z, Wisin, Ñengo Flow.

## Carrera musical
De padres cubanos, Almighty nace en Holguín, pero a la edad de 6 años, sus padres y él se trasladan a Carolina, Puerto Rico.
En 2015, con la edad de 20 años, Mosqueda Paz firmó con el sello discográfico, Carbon Fiber Music, donde realizaron en conjunto con Farruko canciones como Panda, donde obtuvo posición treinta y seis del Hot Latin Songs de BillBoard, «Falso Profeta», «Amarrate las Timber», «Lazy Town», «Bussines in Dubai», «Personalidades», y entre otros. En ese mismo año estrenó el remix debut «Tu Me Enamoraste Remix» en colaboración con Lary Over, Anuel AA, Bryant Myers, Brytiago, con más de 30 millones de vistas en YouTube. Posteriormente estrenó Soldado y Profeta en colaboración con Anuel AA, Ozuna, Kendo Kaponi, Ñengo Flow.
En 2016 estrenó el sencillo debut «Ocho», con más de 20 millones de vistas en YouTube. Posteriormente ejecutó el remix de «Ocho» en colaboración con Pusho, Ñengo Flow, Kendo Kaponi, Noriel, Bryant Myers, Randy, Juanka. En ese mismo año participó en la canción «Esclava Remix» junto Bryant Myers, Anuel AA, Anonimus.
En 2017, Mosqueda Paz tuvo problemas con el cantante puertorriqueño, Lary Over, de la disquera de Farruko, estrenó el sencillo «RIP Carbon» con más de 13 millones de visitas en YouTube, en contra de Carbon Fiber Music. Posteriormente estrenó «Te Perdí» con más de 12 millones de vistas en YouTube junto a Pusho.En ese mismo participó en Amigos y Enemigos Remix, en colaboración con Bad Bunny, Noriel, con más de 200 millones de vistas en YouTube.
Ese mismo año 2017, Mosqueda Paz firmó temporalmente con la discográfica Sony Music Latin. Luego participó en el sencillo "Solita" en colaboración con Ozuna, Bad Bunny y Wisin.En 2018 estrenó el sencillo debut «Vacío», con más de 80 millones de vistas en YouTube. En ese mismo año estrenó los sencillos debut «Indiferente», «Siempre Está Conmigo», «Diosa»
En 2019 participó en la canción «Acapella» con más de 30 millones de vistas en YouTube, en colaboración con Bryant Myers, Myke Towers, El Alfa, Jon Z, también en el sencillo «Cuerpo En Venta» en colaboración con Noriel Rauw Alejandro, Myke Towers, con más de 100 millones de vistas en YouTube. En ese mismo año estrenó el álbum de estudio «La bestia (álbum)», con colaboraciones con cantantes como Alex Rose, Rafa Pabon, Miky Woodz, Juhn, Noriel, Ñengo Flow, De la Ghetto, Cosculluela, Bryant Myers.
En 2022 estrenó el segundo álbum de estudio, «Genelipsis», con colaboraciones con Jon Z, Alex Zurdo, Manny Montes, Redimi2, Funky, entre otros.
En 2023 estrenó los sencillos Anfetamina, en colaboración con Luar la L, Por Ciento y Luci  con Kele, Visita, Acelerau, y PSYCHO BUNNY, en contra del cantante Bad Bunny.
En marzo de 2024, su madre denunció la desaparición de Almighty y finalmente fue localizado sano y salvo por agentes en una zona boscosa de Vega Alta, Puerto Rico, como parte de la búsqueda.

## Discografía
Álbumes de estudio
- 2019: La bestia
- 2022: Genelipsis
- 2024: Multiversos
- 2024: Religiones
- 2024: El final
- 2024: Good Demon